# Bernice (Louisiane)
Pour les articles homonymes, voir Bernice.
Bernice est une ville de la paroisse de l'Union, dans l'État de Louisiane, aux États-Unis,. En 2020, elle compte une population de 1 356 habitants.

## Démographie
Lors du recensement de 2010, la ville comptait une population de 1 689 habitants, tandis qu'en 2020, elle s'élève à 1 356 habitants.